# Grand Prix Francji 2018
Grand Prix Francji 2018, oficjalnie Formula 1 Pirelli Grand Prix de France 2018 – ósma eliminacja Mistrzostw Świata Formuły 1 w sezonie 2018. Grand Prix odbyło się w dniach 22–24 czerwca 2018 roku na torze Circuit Paul Ricard w Le Castellet.

## Lista startowa
Źródło: Wyprzedź Mnie!
| Nr | Kierowca          | Zespół                           | Samochód                      | Silnik            | Opony |
| -- | ----------------- | -------------------------------- | ----------------------------- | ----------------- | ----- |
| 2  | Stoffel Vandoorne | McLaren F1 Team                  | McLaren MCL33                 | Renault 1.6T V6   | P     |
| 3  | Daniel Ricciardo  | Aston Martin Red Bull Racing     | Red Bull RB14                 | TAG Heuer 1.6T V6 | P     |
| 5  | Sebastian Vettel  | Scuderia Ferrari                 | Ferrari SF71H                 | Ferrari 1.6T V6   | P     |
| 7  | Kimi Räikkönen    | Scuderia Ferrari                 | Ferrari SF71H                 | Ferrari 1.6T V6   | P     |
| 8  | Romain Grosjean   | Haas F1 Team                     | Haas VF-18                    | Ferrari 1.6T V6   | P     |
| 9  | Marcus Ericsson   | Alfa Romeo Sauber F1 Team        | Sauber C37                    | Ferrari 1.6T V6   | P     |
| 10 | Pierre Gasly      | Red Bull Toro Rosso Honda        | Toro Rosso STR13              | Honda 1.6T V6     | P     |
| 11 | Sergio Pérez      | Sahara Force India F1 Team       | Force India VJM11             | Mercedes 1.6T V6  | P     |
| 14 | Fernando Alonso   | McLaren F1 Team                  | McLaren MCL33                 | Renault 1.6T V6   | P     |
| 16 | Charles Leclerc   | Alfa Romeo Sauber F1 Team        | Sauber C37                    | Ferrari 1.6T V6   | P     |
| 18 | Lance Stroll      | Williams Martini Racing          | Williams FW41                 | Mercedes 1.6T V6  | P     |
| 20 | Kevin Magnussen   | Haas F1 Team                     | Haas VF-18                    | Ferrari 1.6T V6   | P     |
| 27 | Nico Hülkenberg   | Renault Sport Formula One Team   | Renault R.S.18                | Renault 1.6T V6   | P     |
| 28 | Brendon Hartley   | Red Bull Toro Rosso Honda        | Toro Rosso STR13              | Honda 1.6T V6     | P     |
| 31 | Esteban Ocon      | Sahara Force India F1 Team       | Force India VJM11             | Mercedes 1.6T V6  | P     |
| 33 | Max Verstappen    | Aston Martin Red Bull Racing     | Red Bull RB14                 | TAG Heuer 1.6T V6 | P     |
| 35 | Siergiej Sirotkin | Williams Martini Racing          | Williams FW41                 | Mercedes 1.6T V6  | P     |
| 44 | Lewis Hamilton    | Mercedes AMG Petronas Motorsport | Mercedes AMG F1 W09 EQ Power+ | Mercedes 1.6T V6  | P     |
| 55 | Carlos Sainz Jr.  | Renault Sport Formula One Team   | Renault R.S.18                | Renault 1.6T V6   | P     |
| 77 | Valtteri Bottas   | Mercedes AMG Petronas Motorsport | Mercedes AMG F1 W09 EQ Power+ | Mercedes 1.6T V6  | P     |
| Nr | Kierowca          | Zespół                           | Samochód                      | Silnik            | Opony |

## Wyniki

### Sesje treningowe
Źródło: Wyprzedź Mnie!
| Sesja | Nr | Kierowca        | Konstruktor | Czas     | Okr. |
| ----- | -- | --------------- | ----------- | -------- | ---- |
| 1     | 44 | Lewis Hamilton  | Mercedes    | 1:32,231 | 25   |
| 2     | 44 | Lewis Hamilton  | Mercedes    | 1:32,539 | 27   |
| 3     | 77 | Valtteri Bottas | Mercedes    | 1:33,666 | 3    |

### Kwalifikacje
Źródło: Wyprzedź Mnie!
| Poz. | Nr | Kierowca          | Konstruktor | Q1       | Q2       | Q3         | Poz. s. |
| --- | --- | ----------------- | ----------- | -------- | -------- | ---------- | ------- |
| 1 | 44 | Lewis Hamilton    | Mercedes    | 1:31,271 | 1:30,645 | 1:30,029   | 1       |
| 2 | 77 | Valtteri Bottas   | Mercedes    | 1:31,776 | 1:31,227 | 1:30,147   | 2       |
| 3 | 5 | Sebastian Vettel  | Ferrari     | 1:31,820 | 1:30,751 | 1:30,400   | 3       |
| 4 | 33 | Max Verstappen    | Red Bull    | 1:31,531 | 1:30,818 | 1:30,705   | 4       |
| 5 | 3 | Daniel Ricciardo  | Red Bull    | 1:31,910 | 1:31,538 | 1:30,895   | 5       |
| 6 | 7 | Kimi Räikkönen    | Ferrari     | 1:31,567 | 1:30,772 | 1:31,057   | 6       |
| 7 | 55 | Carlos Sainz Jr.  | Renault     | 1:32,394 | 1:32,016 | 1:32,126   | 7       |
| 8 | 16 | Charles Leclerc   | Sauber      | 1:32,538 | 1:32,055 | 1:32,635   | 8       |
| 9 | 20 | Kevin Magnussen   | Haas        | 1:32,169 | 1:31,510 | 1:32,930   | 9       |
| 10 | 8 | Romain Grosjean   | Haas        | 1:32,083 | 1:31,472 | brak czasu | 10      |
| 11 | 31 | Esteban Ocon      | Force India | 1:32,786 | 1:32,075 |            | 11      |
| 12 | 27 | Nico Hülkenberg   | Renault     | 1:32,949 | 1:32,115 |            | 12      |
| 13 | 11 | Sergio Pérez      | Force India | 1:32,692 | 1:32,454 |            | 13      |
| 14 | 10 | Pierre Gasly      | Toro Rosso  | 1:32,447 | 1:32,460 |            | 14      |
| 15 | 9 | Marcus Ericsson   | Sauber      | 1:32,804 | 1:32,820 |            | 15      |
| 16 | 14 | Fernando Alonso   | McLaren     | 1:32,976 |          |            | 16      |
| 17 | 28 | Brendon Hartley   | Toro Rosso  | 1:33,025 |          |            | 20      |
| 18 | 2 | Stoffel Vandoorne | McLaren     | 1:33,162 |          |            | 17      |
| 19 | 35 | Siergiej Sirotkin | Williams    | 1:33,636 |          |            | 18      |
| 20 | 18 | Lance Stroll      | Williams    | 1:33,729 |          |            | 19      |
| Poz. | Nr | Kierowca          | Konstruktor | Q1       | Q2       | Q3         | Poz. s. |
| \| Legenda \| Legenda \| \| ------------------------ \| ---------------------------------------------------------------------------------------------------------------------------------------------------------------------------------------------------------------------------------------------------------------- \| \| Poz. Nr Q1 Q2 Q3 Poz. s. \| Pozycja zajęta w sesji kwalifikacyjnej Numer startowy kierowcy Wynik uzyskany w pierwszej części kwalifikacji Wynik uzyskany w drugiej części kwalifikacji Wynik uzyskany w trzeciej części kwalifikacji Pozycja startowa po uwzględnięniu kar, przesunięć, itp. \| | |                   |             |          |          |            |         |
| Legenda | |                   |             |          |          |            |         |
| Poz. Nr Q1 Q2 Q3 Poz. s. | Pozycja zajęta w sesji kwalifikacyjnej Numer startowy kierowcy Wynik uzyskany w pierwszej części kwalifikacji Wynik uzyskany w drugiej części kwalifikacji Wynik uzyskany w trzeciej części kwalifikacji Pozycja startowa po uwzględnięniu kar, przesunięć, itp. |                   |             |          |          |            |         |

1. ↑  Brendon Hartley został ukarany cofnięciem o 35 pozycji na starcie za przekroczenie limitów zmian części jednostki napędowej.

### Wyścig
Źródło: Wyprzedź Mnie!
| P                 | + / –     | Nr | Kierowca          | Konstruktor | Okr. | Czas / Strata | Komentarz          |
| ----------------- | --------- | -- | ----------------- | ----------- | ---- | ------------- | ------------------ |
| 1                 | Bez zmian | 44 | Lewis Hamilton    | Mercedes    | 53   | 1h30m11,385   |                    |
| 2                 | 2         | 33 | Max Verstappen    | Red Bull    | 53   | +0:07,090     |                    |
| 3                 | 3         | 7  | Kimi Räikkönen    | Ferrari     | 53   | +0:25,888     |                    |
| 4                 | 1         | 3  | Daniel Ricciardo  | Red Bull    | 53   | +0:34,736     |                    |
| 5                 | 2         | 5  | Sebastian Vettel  | Ferrari     | 53   | +1:01,935     |                    |
| 6                 | 3         | 20 | Kevin Magnussen   | Haas        | 53   | +1:19,364     |                    |
| 7                 | 5         | 77 | Valtteri Bottas   | Mercedes    | 53   | +1:20,632     |                    |
| 8                 | 1         | 55 | Carlos Sainz Jr.  | Renault     | 53   | +1:27,184     |                    |
| 9                 | 3         | 27 | Nico Hülkenberg   | Renault     | 53   | +1:31,989     |                    |
| 10                | 2         | 16 | Charles Leclerc   | Sauber      | 53   | +1:33,873     |                    |
| 11                | 1         | 8  | Romain Grosjean   | Haas        | 52   | +1 okr.       |                    |
| 12                | 5         | 2  | Stoffel Vandoorne | McLaren     | 52   | +1 okr.       |                    |
| 13                | 2         | 9  | Marcus Ericsson   | Sauber      | 52   | +1 okr.       |                    |
| 14                | 6         | 28 | Brendon Hartley   | Toro Rosso  | 52   | +1 okr.       |                    |
| 15                | 3         | 35 | Siergiej Sirotkin | Williams    | 52   | +1 okr.       | [ a ]              |
| 16                | Bez zmian | 14 | Fernando Alonso   | McLaren     | 50   | +3 okr.       | zawieszenie        |
| 17                | 2         | 18 | Lance Stroll      | Williams    | 48   | +5 okr.       | opona              |
| Niesklasyfikowani |           |    |                   |             |      |               |                    |
|                   |           | 11 | Sergio Pérez      | Force India | 27   | +26 okr.      | jednostka napędowa |
|                   |           | 31 | Esteban Ocon      | Force India | 0    | +53 okr.      | kolizja z Gasly’m  |
|                   |           | 10 | Pierre Gasly      | Toro Rosso  | 0    | +53 okr.      | kolizja z Oconem   |
| P                 | + / –     | Nr | Kierowca          | Konstruktor | Okr. | Czas / Strata | Komentarz          |

1. ↑  Siergiej Sirotkin został ukarany 5-sekundową karą czasową za niepotrzebnie wolną jazdę za samochodem bezpieczeństwa.

### Najszybsze okrążenie
Źródło: Wyprzedź Mnie!
| Nr | Kierowca        | Konstruktor | Czas     | Okr. |
| -- | --------------- | ----------- | -------- | ---- |
| 77 | Valtteri Bottas | Mercedes    | 1:34,225 | 41   |

### Prowadzenie w wyścigu
| Nr                              | Kierowca       | Konstruktor | Okrążenia   | Suma |
| ------------------------------- | -------------- | ----------- | ----------- | ---- |
| 44                              | Lewis Hamilton | Mercedes    | 1-32, 34-53 | 52   |
| 7                               | Kimi Räikkönen | Ferrari     | 33          | 1    |
| \| Wykres \| \| ------ \| \| \| |                |             |             |      |
| Źródło: racing-reference.info   |                |             |             |      |
| Wykres                          |                |             |             |      |
|                                 |                |             |             |      |

## Klasyfikacja po wyścigu

### Kierowcy
| P  | +/− | Kierowca          | Starty | Punkty | P1 | P2 | P3 | PP | NO | NS |
| -- | --- | ----------------- | ------ | ------ | -- | -- | -- | -- | -- | -- |
| 1  | +1  | Lewis Hamilton    | 8      | 145    | 3  | 1  | 2  | 3  | –  | –  |
| 2  | −1  | Sebastian Vettel  | 8      | 131    | 3  | 1  | –  | 4  | –  | –  |
| 3  | +1  | Daniel Ricciardo  | 8      | 96     | 2  | –  | –  | 1  | 3  | 2  |
| 4  | −1  | Valtteri Bottas   | 8      | 92     | –  | 4  | –  | –  | 3  | –  |
| 5  | 0   | Kimi Räikkönen    | 8      | 83     | –  | 1  | 3  | –  | –  | 2  |
| 6  | 0   | Max Verstappen    | 8      | 68     | –  | 1  | 2  | –  | 2  | 2  |
| 7  | +1  | Nico Hülkenberg   | 8      | 34     | –  | –  | –  | –  | –  | 2  |
| 8  | −1  | Fernando Alonso   | 8      | 32     | –  | –  | –  | –  | –  | 2  |
| 9  | 0   | Carlos Sainz Jr.  | 8      | 28     | –  | –  | –  | –  | –  | –  |
| 10 | 0   | Kevin Magnussen   | 8      | 27     | –  | –  | –  | –  | –  | 1  |
| 11 | 0   | Pierre Gasly      | 8      | 18     | –  | –  | –  | –  | –  | 3  |
| 12 | 0   | Sergio Pérez      | 8      | 17     | –  | –  | 1  | –  | –  | 1  |
| 13 | 0   | Esteban Ocon      | 8      | 11     | –  | –  | –  | –  | –  | 3  |
| 14 | 0   | Charles Leclerc   | 8      | 11     | –  | –  | –  | –  | –  | –  |
| 15 | 0   | Stoffel Vandoorne | 8      | 8      | –  | –  | –  | –  | –  | 1  |
| 16 | 0   | Lance Stroll      | 8      | 4      | –  | –  | –  | –  | –  | 1  |
| 17 | 0   | Marcus Ericsson   | 8      | 2      | –  | –  | –  | –  | –  | 1  |
| 18 | 0   | Brendon Hartley   | 8      | 1      | –  | –  | –  | –  | –  | 1  |
| 19 | 0   | Romain Grosjean   | 8      | 0      | –  | –  | –  | –  | –  | 3  |
| 20 | 0   | Siergiej Sirotkin | 8      | 0      | –  | –  | –  | –  | –  | 2  |
| P  | +/− | Kierowca          | Starty | Punkty | P1 | P2 | P3 | PP | NO | NS |

### Konstruktorzy
| P  | +/− | Konstruktor               | Starty | Punkty | P1 | P2 | P3 | PP | NO | NS |
| -- | --- | ------------------------- | ------ | ------ | -- | -- | -- | -- | -- | -- |
| 1  | 0   | Mercedes                  | 16     | 237    | 3  | 5  | 2  | 3  | 3  | –  |
| 2  | 0   | Ferrari                   | 16     | 214    | 3  | 2  | 3  | 4  | –  | 2  |
| 3  | 0   | Red Bull Racing-TAG Heuer | 16     | 164    | 2  | 1  | 2  | 1  | 5  | 4  |
| 4  | 0   | Renault                   | 16     | 62     | –  | –  | –  | –  | –  | 2  |
| 5  | 0   | McLaren-Renault           | 16     | 40     | –  | –  | –  | –  | –  | 3  |
| 6  | 0   | Force India-Mercedes      | 16     | 28     | –  | –  | 1  | –  | –  | 4  |
| 7  | +1  | Haas-Ferrari              | 16     | 27     | –  | –  | –  | –  | –  | 4  |
| 8  | −1  | Scuderia Toro Rosso-Honda | 16     | 19     | –  | –  | –  | –  | –  | 4  |
| 9  | 0   | Sauber-Ferrari            | 16     | 13     | –  | –  | –  | –  | –  | 1  |
| 10 | 0   | Williams-Mercedes         | 16     | 4      | –  | –  | –  | –  | –  | 3  |
| P  | +/− | Konstruktor               | Starty | Punkty | P1 | P2 | P3 | PP | NO | NS |